# Stagnov
Stagnov (též Stangov, Hrádek či Nový hrad) byl středověký hrad v katastrálním území Rychtářova ve Vyškově, situovaný na ostrohu nad potokem Rakovec (dnes známým jako Malá Haná). Založen byl pravděpodobně některým příslušníkem rodu Stangeů ve 13. století a postupně patřil významným moravským rodům Šternberků, Kravařů a Boskoviců. Zanikl během česko-uherských válek ve druhé polovině 15. století. Dnes jsou z hradu patrné pouze minimální pozůstatky zdiva a terénní stopy, které jsou od roku 1970 chráněny jako kulturní památka.

## Historie

### Založení hradu

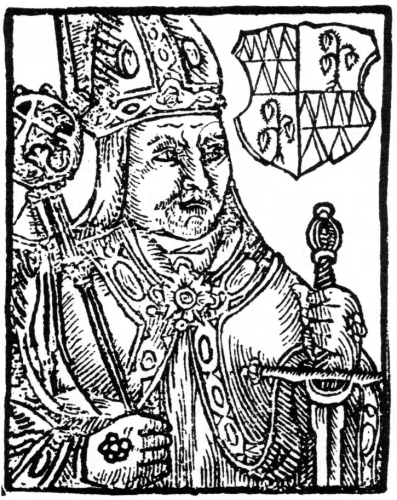
Vyobrazení Bruna ze Schauenburku

Hrad Stagnov byl podle archeologických nálezů založen koncem 13. století v období vrcholné kolonizace Drahanské vrchoviny. Jméno hradu je odvozeno pravděpodobně od rodu Stangeů, kteří byli původem z německých zemí a přišli na Moravu jako leníci olomouckého biskupa Bruna ze Schauenburku. Bruno, významný kolonizátor moravských území, přivedl řadu německých šlechtických rodů, kterým uděloval léna v dosud řídce osídlených oblastech Moravy. Stangeové se na území Vyškovska a Drahanské vrchoviny usadili ve 13. století a kromě Stagnova jim mohly patřit i další menší statky v okolí. Jejich hlavním úkolem bylo pomoci s kolonizací a správou biskupských území, budovat opevněné body a zajišťovat vojenskou ochranu. Hrad Stagnov byl postaven jako strategický opěrný bod kontrolující okolní území a patrně i důležité obchodní cesty.

### Období Šternberků
Nedlouho po svém založení přešel hrad do majetku významného moravského rodu Šternberků. Ti vlastnili v okolí také nedaleký hrad Dědice, který byl v dobových pramenech označován jako "Starý Hrad", zatímco Stagnov byl nazýván "Nový Hrad". První nepřímá zmínka o hradu pochází z roku 1379, kdy je zmiňován purkrabí biskupa Albrechta Aleše ze Šternberka Boček z Divic na "Novém Hradě-Stagnově u Dědic". Zmínka naznačuje, že hrad byl buď dočasně v držení biskupství, nebo přímo biskupa Albrechta, který pocházel z rodu Šternberků. V roce 1381 se hrad již přímo zmiňuje jako majetek Albrechtova synovce, Petra ze Šternberka.

### Období Kravařů
Po smrti Petra ze Šternberka v roce 1397 přešel hrad Stagnov do majetku jiného významného moravského rodu - Kravařů. Novým majitelem se stal Petr z Kravař a Plumlova, jeden z nejvlivnějších moravských šlechticů své doby. Petr zastával významné zemské úřady a patřil k nejbohatším moravským pánům. Jeho vlastnictví Stagnova přispělo k významu hradu v regionu. Od roku 1411 byl majitelem hradu Petrův syn Jindřich z Kravař a Plumlova, který pokračoval v politice svého otce. Po roce 1420 vlastnil hrad Petr z Kravař a Strážnice, významný moravský šlechtic a příznivec husitského hnutí. Jeho podpora husitů mohla být jedním z důvodů, proč se Stagnov stal cílem nepřátelských útoků v pozdějších konfliktech.

### Období Boskoviců a zánik hradu
V roce 1466, po vymření rodu Kravařů po meči, zdědila hrad Kunka (Kunhuta), dcera Jiřího z Kravař a Strážnice, která se provdala za Václava z Boskovic. Tímto sňatkem přešel Stagnov do vlastnictví Boskoviců. V písemných pramenech z období Boskoviců se hrad již jako obývaný neuvádí. Stav zjištěný archeologickým průzkumem a zmínka o obci Hrádek v podhradí k roku 1480 naznačují, že hrad byl pravděpodobně zničen během česko-uherských válek ve druhé polovině 15. století. Tyto války, vedené mezi českým králem Jiřím z Poděbrad a uherským králem Matyášem Korvínem, těžce zasáhly Moravu. Korvínova vojska obsadila značnou část Moravy a pustošila zde statky přívrženců krále Jiřího. V roce 1525 se hrad již uvádí jako pustý. Samotná obec Hrádek je vedena jako pustá již k roku 1511. Když v roce 1537 kupoval dědické panství Jan z Pernštejna, hrad je zmiňován jako zaniklý.

### Pozdější období
Po zničení hradu a zpustnutí přilehlého městečka Hrádek se okolní krajina postupně měnila. Pusté území zarostlo lesem a povědomí o hradu se uchovalo pouze v místních názvech (jako "Hrádek" nebo "na Valech"). Na místě městečka Hrádek později vznikla osada Opatovice, která však také zanikla. Zájem o hrad byl oživen až v 19. století v souvislosti s romantickým zájmem o středověké památky. První odborné zmínky o hradu pocházejí z prací historiků a vlastivědných badatelů té doby. Systematický archeologický průzkum lokality však dosud nebyl proveden a mnohé otázky týkající se podoby a života na hradě zůstávají nezodpovězeny.

## Popis

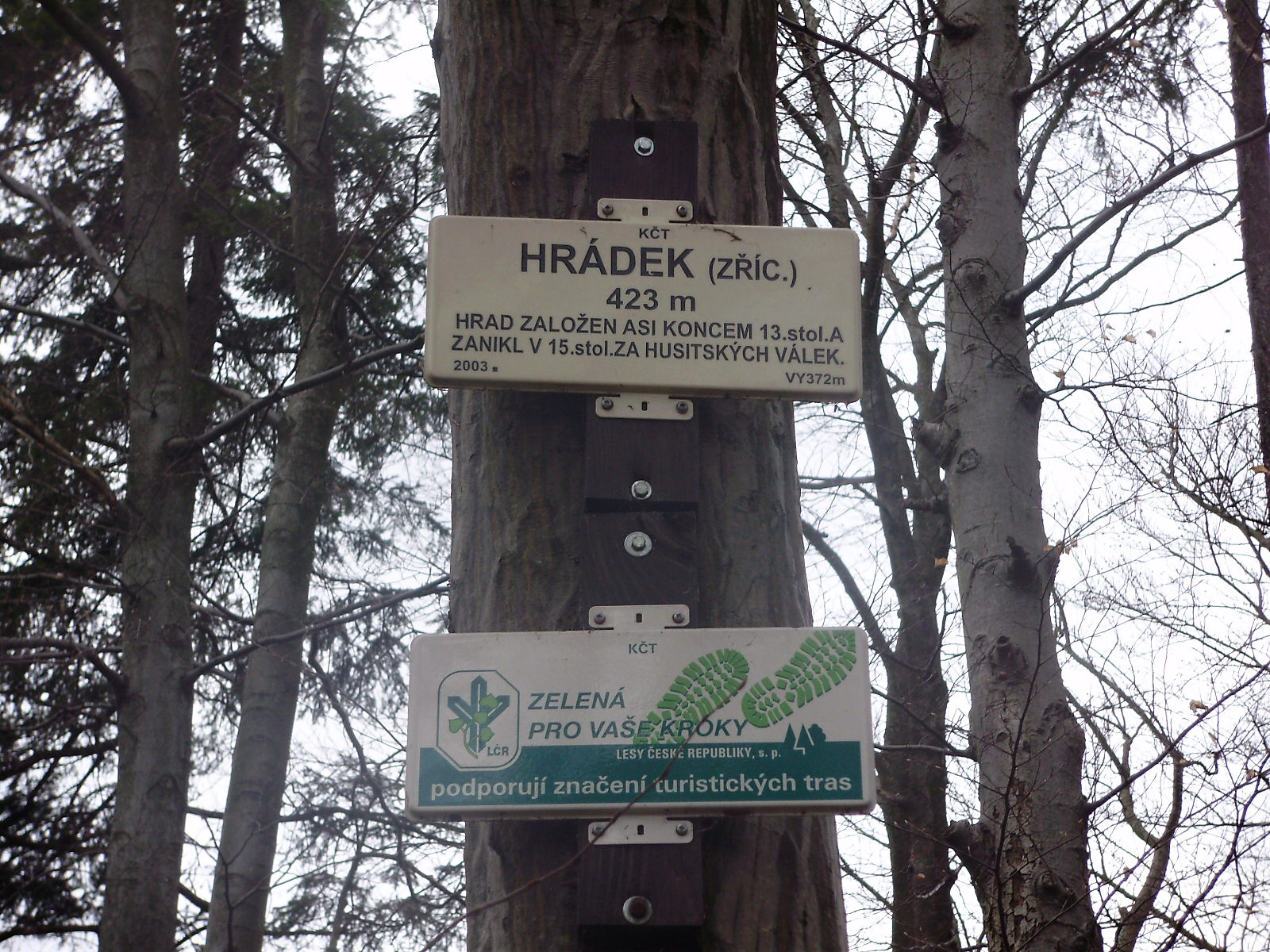
Turistické značení

Hrad Stagnov patřil k typu hradů s plášťovou zdí, které byly typické pro 13. století. Byl umístěn na strategicky výhodném ostrohu, který přirozeně chránily svahy ze severu a západu. Na východě a jihovýchodě bylo místo méně chráněno, a proto bylo opevněno systémem příkopů. Z jihu chránila hrad trojice příkopů s plošinkami, pravděpodobně pozůstatky fortifikací. Druhý příkop spolu s valem pokračoval na jihovýchod a třetí přecházel v příhrádek, kterým vedla přístupová cesta obcházející jádro hradu. Na severu byl příhrádek rozšířen do podoby předhradí, kde pravděpodobně stály dvě kamenné budovy, sloužící hospodářským účelům. Do vlastního jádra hradu, které mělo tvar mnohoúhelníku a rozměry přibližně 30 × 25 metrů, se vstupovalo pravděpodobně hranolovou budovou s portálem pro pěší na západní straně. Jádro bylo vymezeno plášťovou hradbou, k níž přiléhala vnitřní zástavba, jejíž přesnější podoba není známa. Lze předpokládat, že zde stál palác, obytné a hospodářské budovy. Na západní straně hradu se díky amatérským výkopům odhalilo lícované zdivo stavení, což umožňuje částečně rekonstruovat vzhled hradu. Podle analogií s jinými podobnými hrady z této doby lze předpokládat, že obytné budovy byly dřevěné nebo hrázděné, s kamennými základy.
Pod hradem se nacházely reliéfní pozůstatky městečka Hrádek, které doplňovalo hospodářské zázemí hradu. Toto sídliště zajišťovalo hospodářské funkce pro hrad a pravděpodobně i ubytování pro služebnictvo a řemeslníky.

## Současný stav
Ze hradu se zachovaly pouze malé pozůstatky zdiva a terénní stopy, které však umožňují rekonstruovat původní rozsah a podobu hradu. Lokalita je porostlá lesem a z hradního ostrohu dnes není žádný výhled. Přesto je místo archeologicky cenné a od roku 1970 je chráněno jako kulturní památka. Pro zájemce o historii a turistiku je hrad Stagnov zajímavým cílem, ačkoliv se jedná o méně známou památku. Ke zřícenině hradu vede odbočka z červeně značené turistické stezky, která spojuje Rychtářov a Ruprechtov. Z Rychtářova je to po červené značce přibližně 1,5 km. Odbočka k hradu není příliš výrazná, proto je třeba v sedle pod zříceninou dávat pozor, aby návštěvník neminul správnou cestu. Hrad Stagnov je součástí bohaté sítě středověkých památek v regionu a představuje cenný doklad kolonizace a vývoje osídlení v oblasti Drahanské vrchoviny.